# Humboldt (Nebraska)
Humboldt és una població dels Estats Units a l'estat de Nebraska. Segons el cens del 2000 tenia 941 habitants.

## Demografia
Segons el cens del 2000, Humboldt tenia 941 habitants, 427 habitatges, i 239 famílies. La densitat de població era de 271,1 habitants per km².
Dels 427 habitatges en un 23% hi vivien nens de menys de 18 anys, en un 44,7% hi vivien parelles casades, en un 7,5% dones solteres, i en un 44% no eren unitats familiars. En el 40,3% dels habitatges hi vivien persones soles el 25,8% de les quals corresponia a persones de 65 anys o més que vivien soles. El nombre mitjà de persones vivint en cada habitatge era de 2,1 i el nombre mitjà de persones que vivien en cada família era de 2,79.
Per edats la població es repartia de la següent manera: un 21,1% tenia menys de 18 anys, un 4,8% entre 18 i 24, un 20,2% entre 25 i 44, un 21,6% de 45 a 60 i un 32,3% 65 anys o més.
L'edat mediana era de 48 anys. Per cada 100 dones de 18 o més anys hi havia 83,7 homes.
La renda mediana per habitatge era de 27.672 $ i la renda mediana per família de 37.692 $. Els homes tenien una renda mediana de 25.650 $ mentre que les dones 20.909 $. La renda per capita de la població era de 16.968 $. Aproximadament el 8,7% de les famílies i el 13,6% de la població estaven per davall del llindar de pobresa.

## Poblacions més properes
El següent diagrama mostra les poblacions més properes.